# A Question of Honesty
A Question of Honesty è un cortometraggio muto del 1917 diretto da Otis Thayer. Prodotto dalla Selig Polyscope Company, il film aveva come interpreti Frederick Eckhart, Casson Ferguson e R.H. Kelly.

## Produzione
Il film fu prodotto dalla Selig Polyscope Company.

## Distribuzione
Distribuito dalla General Film Company, il film - un cortometraggio in due bobine - uscì nelle sale cinematografiche statunitensi nell'aprile 1917.